# Дом-музей А. Л. Дурова
Дом-музей А. Л. Дурова — мемориальный музей, посвящённый жизни и творчеству Анатолия Леонидовича Дурова (1864—1916), русского циркового артиста, клоуна, дрессировщика, основателя цирковой династии Дуровых, художника и коллекционера. Является отделом Воронежского областного краеведческого музея.
Находится в Воронеже по адресу улица Дурова, д. 2. Дом, в котором расположен музей, является памятником исторического и культурного наследия федерального значения (как памятник истории, а также как памятник градостроительства и архитектуры начала XX века). Дуров прожил здесь с 1901 года до своей смерти в 1916 году.

## История музея
Обосновавшись в Воронеже в 1901 году, Дуров купил заброшенную усадьбу титулярного советника Н. К. Мегедовского на Малой Садовой улице на крутом берегу реки Воронеж. Начав обустраивать своё владение, Дуров построил дом с кирпичным первым этажом и рубленым деревянным вторым. Завершение благоустройства усадьбы произошло к 1910 году: на террасах, спускающихся к реке, стояли беседка-бельведер, античные статуи, фонтаны, манеж для дрессировки животных, грот с аквариумом, павильон в виде замка — средневековой руины, где Дуров проводил выставки необычных картин на стекле, которые создавал сам: на стеклах одного размера послойно он писал пейзаж, потом их соединял и получалась объемная картина будто бы с «эффектом 3D».

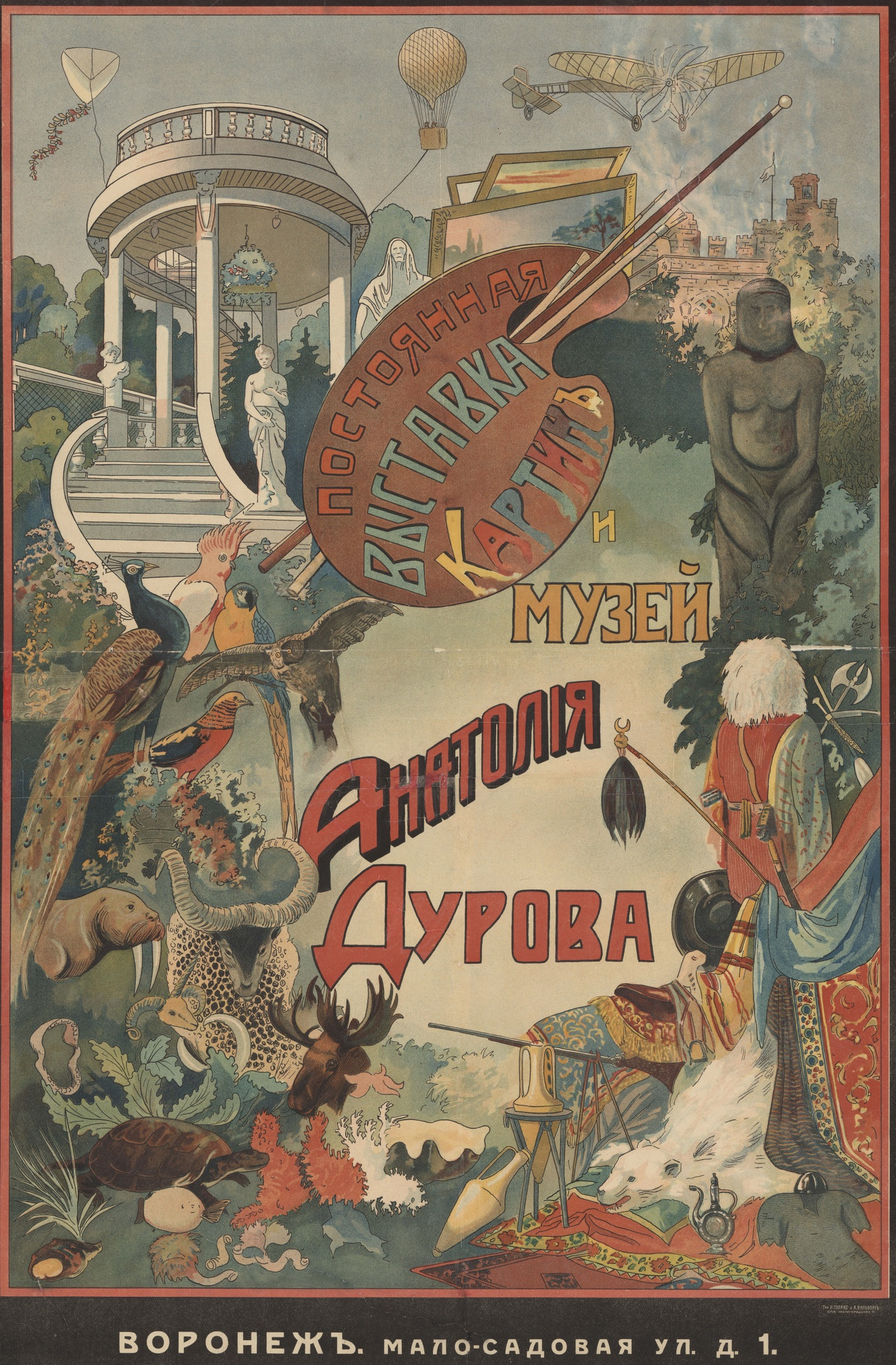
Афиша музея Дурова

Из своего собрания картин, скульптур, археологических и этнографических предметов он создал в усадьбе первый частный музей в Воронеже (1907—1913), открытый для всех желающих. Каталог музея содержал 23 раздела, а в собрании живописи были работы Айвазовского, Поленова, Шишкина, Верещагина, Бенуа. В 1913 году, испытывая денежные затруднения, Дуров продал большую часть собрания своего музея ивановскому фабриканту и меценату Д. Г. Бурылину.
В воронежской усадьбе А. Л. Дурова гостили М. М. Петипа, А. И. Куприн, И. М. Заикин, В. А. Гиляровский, Ф. И. Шаляпин, принц П. А. Ольденбургский, Г. С. Петров, П. С. Шереметев.
В 1912 году в усадьбе Дурова проходили съемки фильма «Война XX века».
После смерти Анатолия Леонидовича Дурова усадьба стала приходить в упадок, хотя дом оставался за его родственниками. Здесь родилась внучка Анатолия Леонидовича, Тереза Васильевна Дурова (1926—2012), продолжившая артистическую династию. К середине XX века постройки на территории усадьбы были или разобраны, или превратились в руины.
В 1964 году вдова А. Л. Дурова, Елена Дурова-Фаччиоли, завещала дом Союзгосцирку при условии создания в нём мемориального музея артиста. В 1967 году она умерла, а Союзгосцирк стал проводить в нём реконструкцию по проекту архитектора Н. В. Троицкого для устройства дома-музея.
В 1974 году дом, как исторический памятник, был включён в список памятников культуры, подлежащих охране как памятники государственного значения, в 1995 году отнесён к объектам исторического и культурного наследия федерального (общероссийского) значения.
1 сентября 1978 года в усадьбе открылся дом-музей А. Л. Дурова в качестве отдела Воронежского областного краеведческого музея.
В 1987 году была создана экспозиция музея, действующая в стенах дома в настоящее время. Её концепцию разработал заведующий тогда домом-музеем Владимир Бойков, а экспозиционно-художественное решение выполнил Анатолий Петрович Когтев (1951—2010).
В середине 1990-х годов Воронежской научно-реставрационной мастерской проведена комплексная реставрация и благоустройство усадебной территории. Фасад здания отремонтирован в 2004 году, разработан проект восстановления усадебных построек.
В 1997 году на территории дома-музея была захоронена урна с прахом Анатолия Леонидовича Дурова.
Собрание музея в 2017 году насчитывало около четырёх тысяч предметов и состояло из многочисленных фотографий, нескольких картин, созданных А. Л. Дуровым, мемориальных вещей Анатолия Леонидовича, его детей — Евлампии, Марии, Анатолия, внуков — Терезы, Анатолия и Владимира, брата — Владимира Леонидовича Дурова, а также материалов по истории города Воронежа.

## Галерея

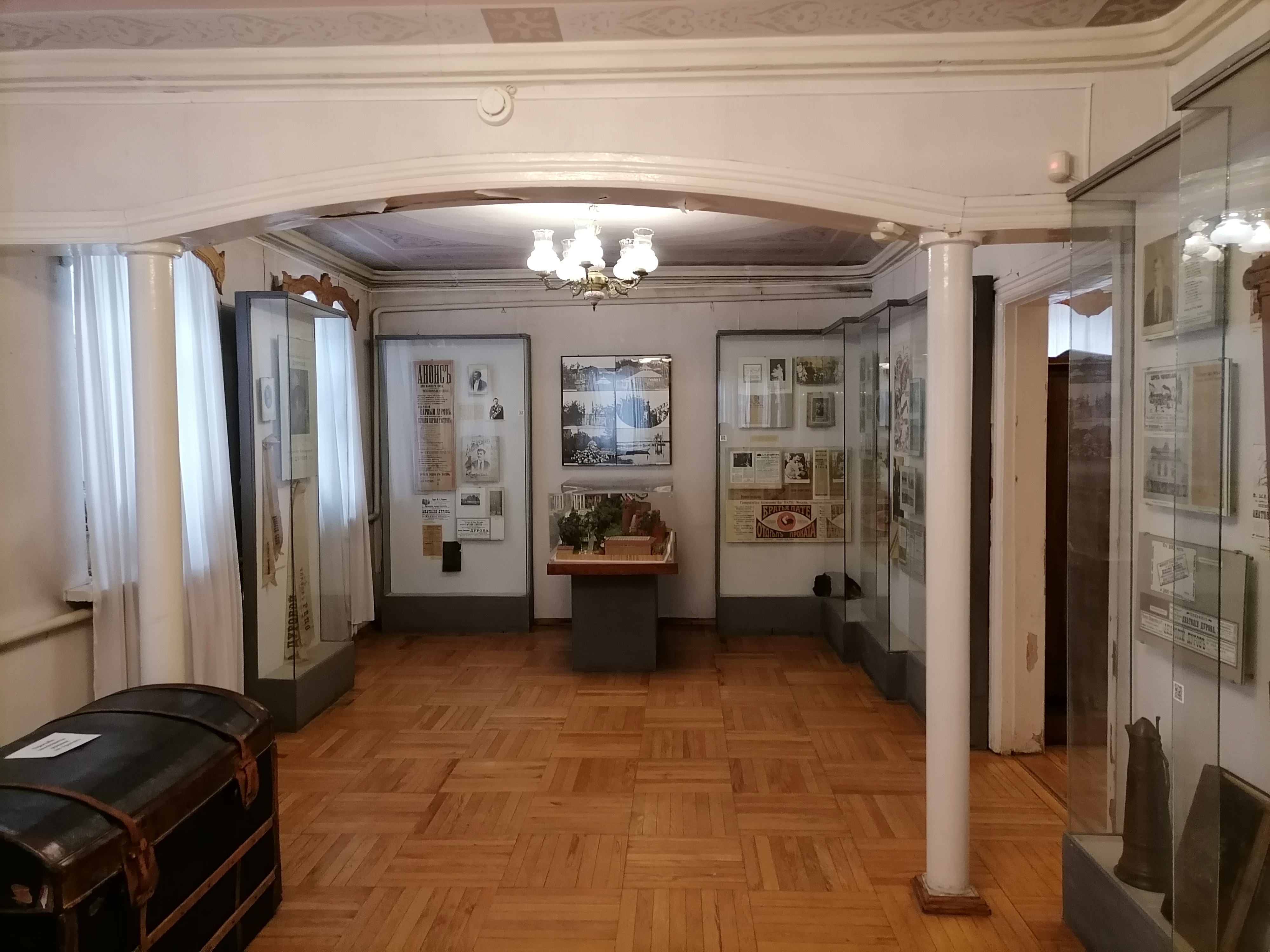
Зал музея
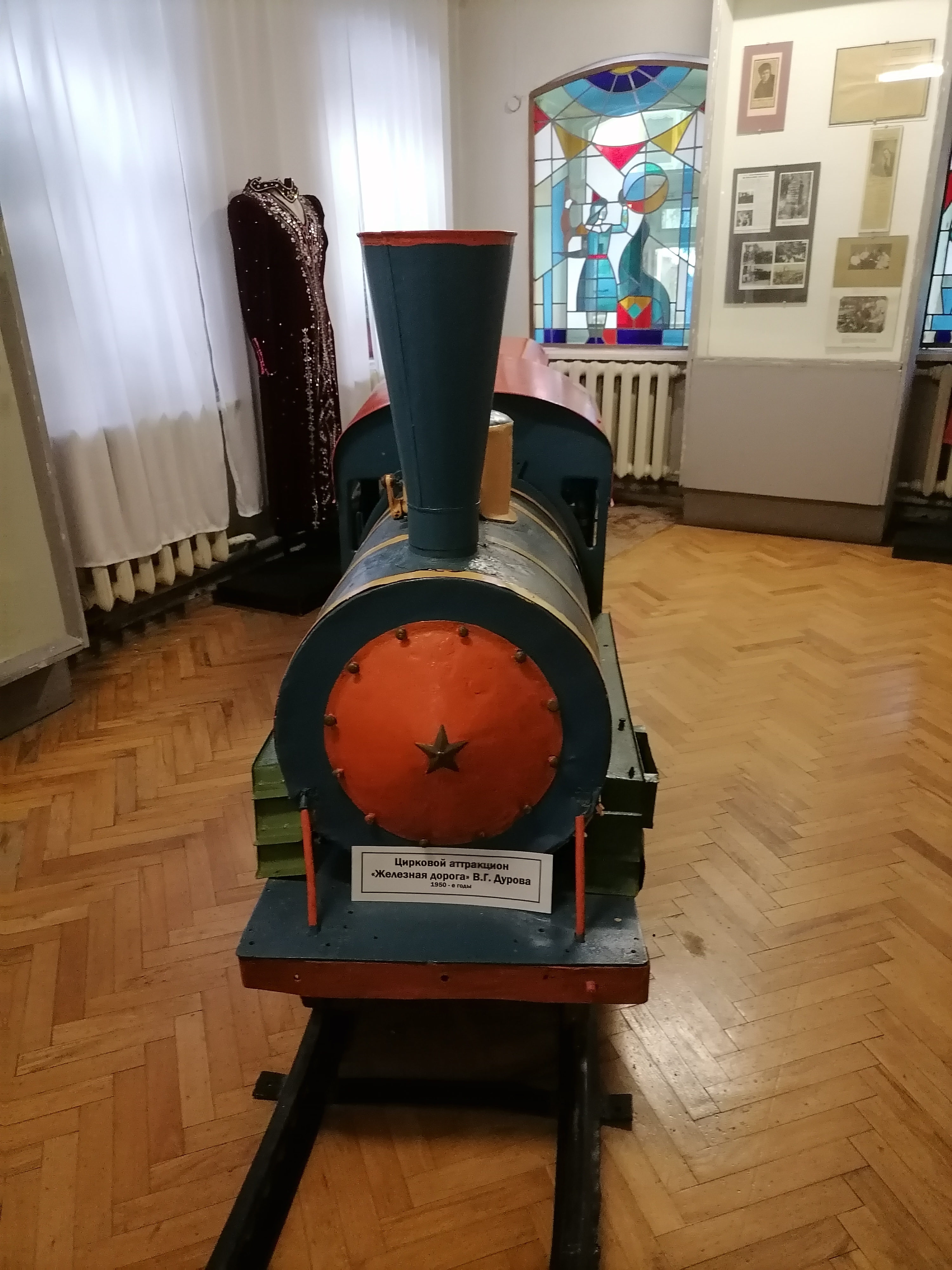
Паровоз Дурова
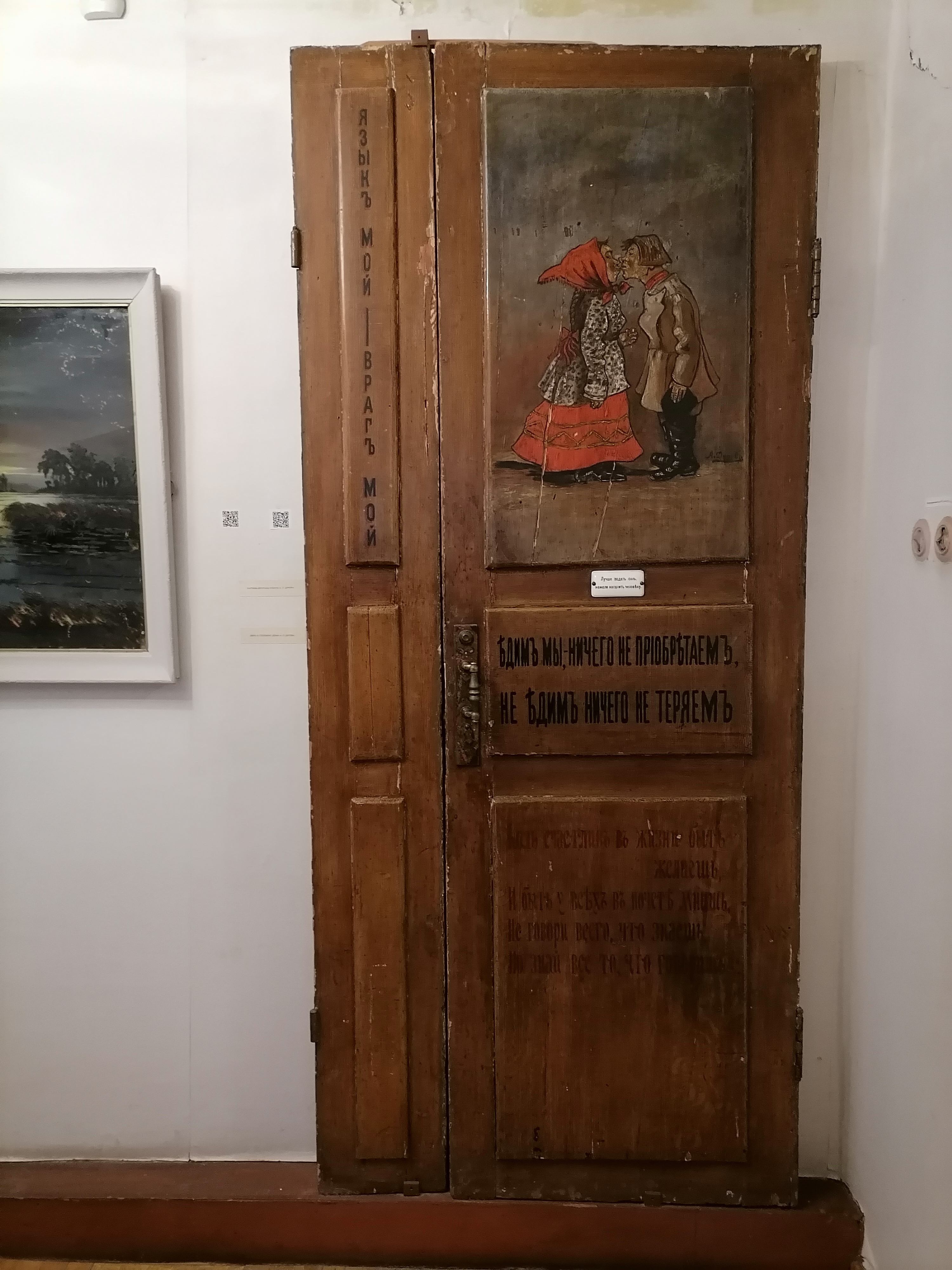
Дверь с афоризмами
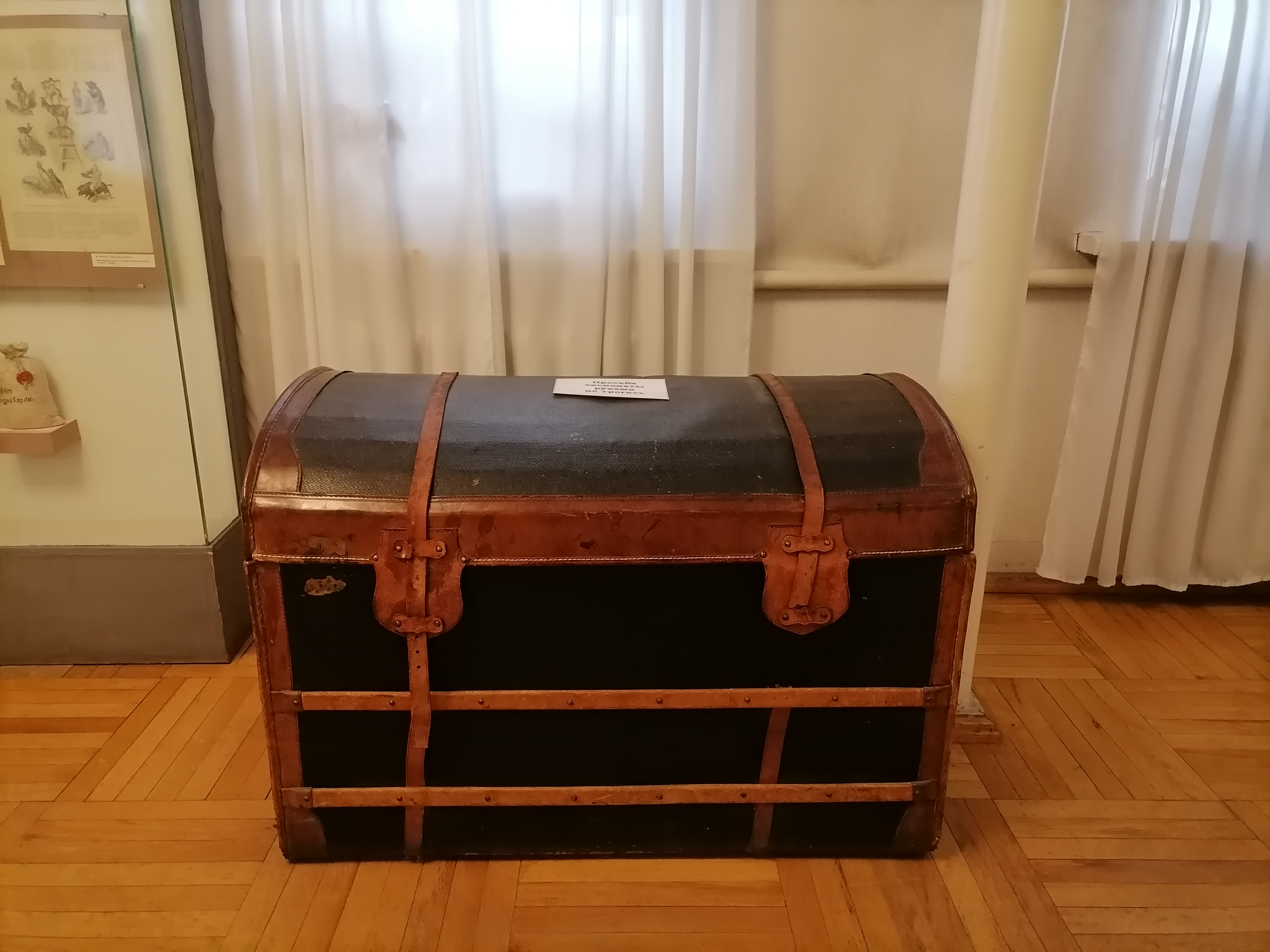
Дорожный сундук Дурова
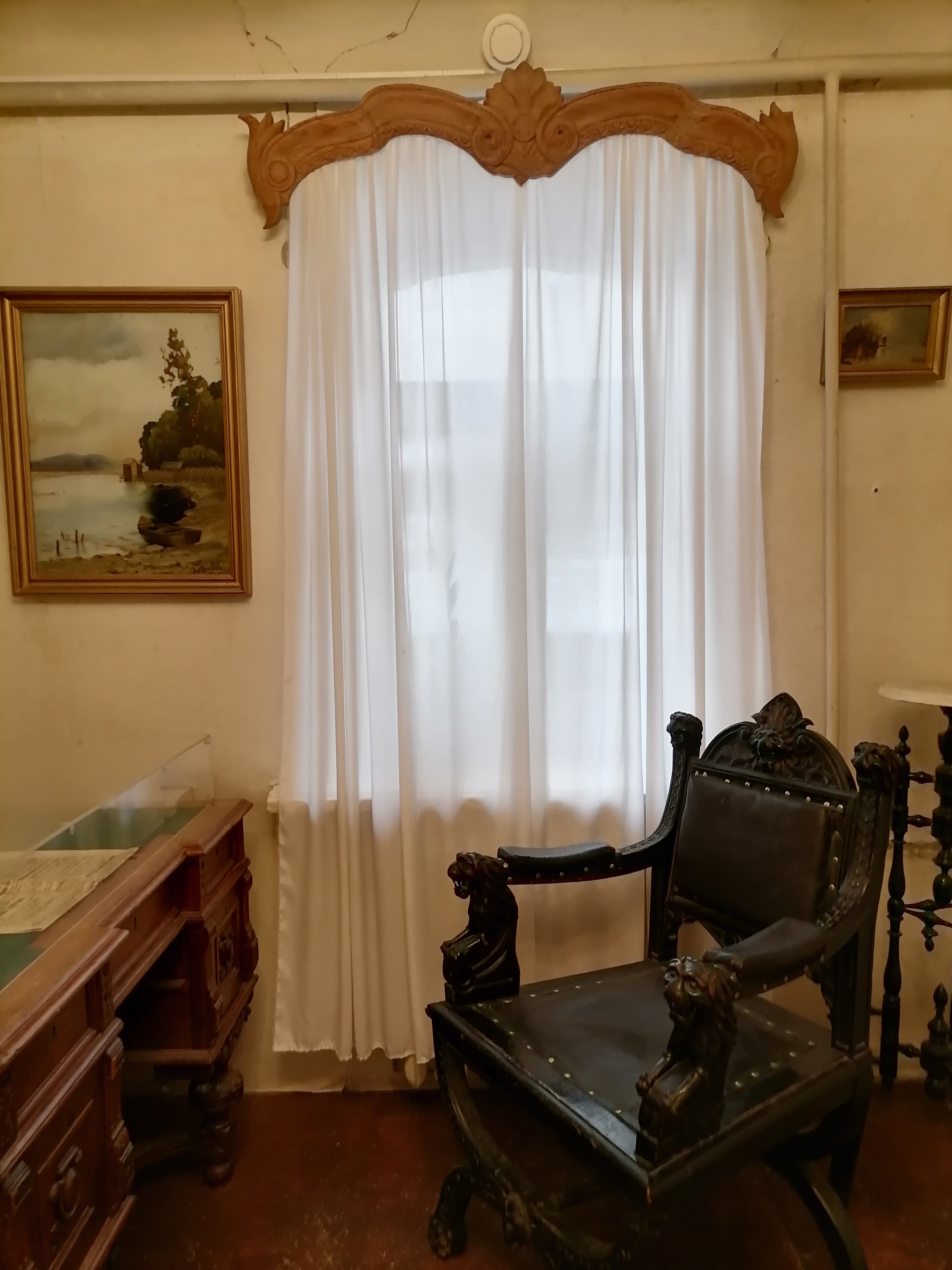
Кабинет Дурова
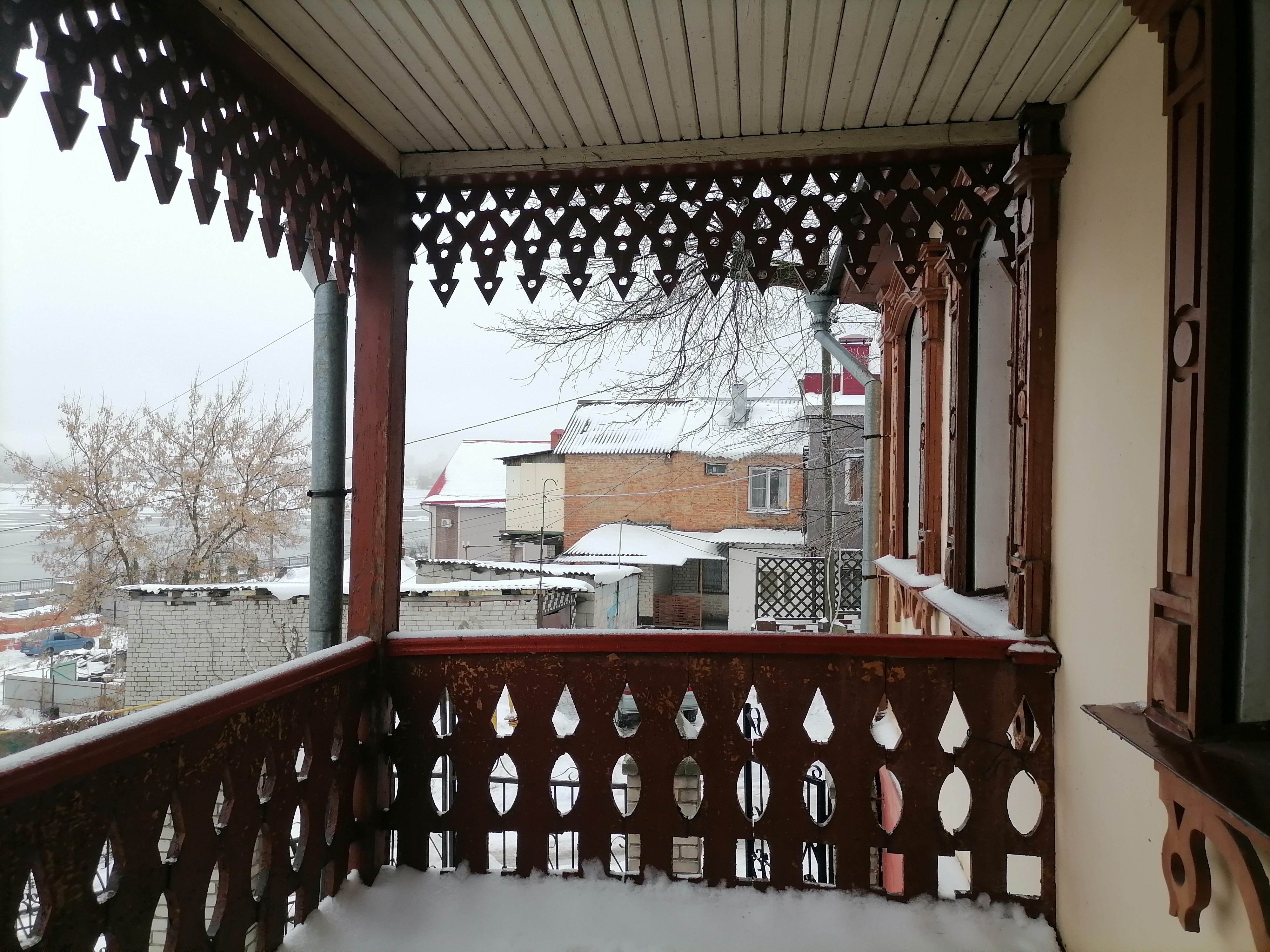
Балкон музея

## Внешние видеофайлы
- Клоун и дрессировщик // Киножурнал «Пионерия». 1979. № 6.
- Последний визит в дом-музей А. Л. Дурова внучки Анатолия Леонидовича — Терезы Дуровой.